# LZX
Az LZX egy az LZ77-családba tartozó tömörítő algoritmus, illetve fájlformátum, mely a Zip tömörítőhöz kifejlesztett Deflate formátum kissé továbbfejlesztett változata, ezen túlmenően pedig egy fájltömörítő alkalmazás neve is. Mindkettőt a Jonathan Forbes, Tomi Poutanen szerzőpáros fejlesztette ki az 1990-es években.

## Példák az LZX algoritmus használatára

### Amiga LZX fájlok
Az LZX tömörítő program eredendően Amigán jelent meg 1995-ben shareware-ként, mialatt a két fejlesztője a kanadai Waterloo Egyetemen tanultak. A regisztrált változat fizetős volt, más hasonló tömörítőprogramokhoz hasonlóan és tartalmában eltért a szabadon letölthető shareware verziótól. A teljes értékű program további javításokat, fejlesztéseket tartalmazott. 1997-ben a szerzők felhagytak a tömörítő fejlesztésével és szabad regisztrációs kulcsfájlt (free keyfile) tettek közzé, mely a gyakorlatban bárki által használhatóvá, kvázi freeware-ré tette a szoftver teljes értékű, regisztrált változatát.

### Microsoft Cabinet fájlok
1996 júliusában Jonathan Forbes a Microsoft-nál helyezkedett el szoftverfejlesztő mérnökként és ezzel együtt a redmondi cég megvásárolta az LZX tömörítő algoritmusát, mellyel saját archíváló formátuma, a Cabinet tömörítési képességeit növelték. Tovább is fejlesztették az algoritmust és az Amiga LZX eredetileg maximum 64 KB-os csúszó keresőablakát 32 és 2048 KB között változtathatóvá tették a 2 hatványainak megfelelő lépcsőfokokban. Az Intel x86 hívások ("CALL") felismerésére (detektálás) egy speciális előfeldolgozó (preprocessor) került beiktatásra, mely a hívások operandusait átalakítja relatív címzésről abszolút címzésre, így az azonos címterületre mutató hívások ismétlődő stringeket eredményeznek, melyeket az algoritmus tömöríteni tud, ezzel megnövelve az x86 bináris kód tömörítési rátáját (ezt a technikát később általánosan BCJ, azaz Branch/Call/Jump szűrésnek nevezték el).

### Microsoft Compressed HTML Help (CHM) fájlok
A Microsoft tömörített Help fájljai (CHM, Microsoft Compressed HTML Help) az LZX algoritmust használják. A .CHM kiterjesztésű fájlok értelemszerűen HTML-fájlokat és azok láncolt listáját tartalmazzák, továbbá egy index fájlt, mely meggyorsítja a keresést a tömörített állományok között.

### Microsoft Reader (LIT) fájlok
A Microsoft saját korábbi e-könyv olvasó alkalmazása, a 2018-ban kivezetett Microsoft Reader először saját formátumát, a LIT-et (a Literature rövidítése) használta, mely lényegében a CHM formátum kiterjesztett változata volt, így szintén megvalósított LZX tömörítést.

### Windows Imaging Format (WIM) fájlok
A Windows Vista, illetve a Windows 7 telepítési lemezkép formátuma, a Windows Imaging Format az XPress mellett biztosítja az LZX tömörítési eljárás alkalmazását is. Az XPress a gyorsabb, az LZX a jobb tömörítési arányú módszer, így utóbbi tárhelyszűke esetén előnyös. A WIM fájlok a tömörítés lehetőségével jelentős tárhely-megtakarítást eredményeztek a hagyományos lemezkép-formátumokhoz képest, mint amilyen az akkori Norton Ghost.

### NTFS rendszerfájl-tömörítés
Windows 10-ben lehetőség van a rendszerfájlok tömörítésére az új CompactOS technológiával, mely eljárás a WIM formátumból, illetve az LZX-ből származik.

### Xbox Live avatarok
A Microsoft az Xbox Live szolgáltatásához használt avatárok adatállományainak tömörítéséhez részben LZX tömörítést használ tárhely-, illetve sávszélesség szükséglet csökkentés érdekében.

## LZX fájlok kitömörítése
Az unlzx program és a XAD hivatott Amigán az LZX fájlok kicsomagolására. A Microsoft által használt .CAB fájlok kitömörítésére a cabextract program szolgál. Számos keresztplatformos eszköz áll rendelkezésre a .CHM fájlok kicsomagolására. A .LIT fájlokat a Convert LIT szoftver segítségével lehet kitömöríteni.